# Eins Erzgebirgsstadion
Das eins Erzgebirgsstadion ist ein Fußballstadion in der sächsischen Stadt Aue-Bad Schlema. Es ist die Heimspielstätte des Fußballvereins FC Erzgebirge Aue. Im Zuge der Umbauarbeiten, die Ende 2017 abgeschlossen wurden, wurde die Leichtathletikanlage entfernt und die neuen Ränge dicht an den Spielfeldrand gerückt. Das Fassungsvermögen liegt momentan bei 15.500 Zuschauern.

## Geschichte
Das Stadion wurde am 27. Mai 1928 als Städtisches Stadion im Lößnitztal am Fuße des Zeller Berges eröffnet und war Austragungsstätte für verschiedenste Sportarten. In der Nachkriegszeit konnte das Stadion nur sehr eingeschränkt genutzt werden, da Einheiten der Roten Armee es zur Ausbildung und für Wettkämpfe verwendeten. Ab 1949 war die SDAG Wismut, mittlerweile größter Arbeitgeber der Region, Trägerbetrieb der Anlage.
1950 entstand an der Stelle des alten Stadions, welches den gestiegenen Anforderungen nicht mehr gewachsen war, in nur viermonatiger Bauzeit eine neue Arena. Das Otto-Grotewohl-Stadion wurde am 20. August 1950 im Beisein des namensgebenden DDR-Ministerpräsidenten Otto Grotewohl mit einem Freundschaftsspiel gegen Waggonbau Dessau (3:3) eingeweiht. Das Stadion hatte 22.000 Sitzplätze sowie Wettkampfstätten für Leichtathleten, Schwimmer und Ballsportler. 1958, als das Stadion die Heimstätte des damals sehr erfolgreichen SC Wismut Karl-Marx-Stadt war, erfolgten weitere Umbauten, mit denen unter anderem die Kapazität auf 25.000 Zuschauer erhöht wurde.
Von 1986 bis 1992 wurde das Stadion umfassend instand gesetzt und modernisiert, so dass es nun auch internationalen Ansprüchen gerecht wurde. Am 13. Oktober 1989 erfolgte im Oberliga-Spiel gegen den 1. FC Magdeburg (0:0) vor 26.000 Zuschauern die Premiere der neuen Flutlichtanlage. Im Oktober 1991 übereignete die Treuhandanstalt das Stadiongelände, das bis dahin Eigentum der SDAG Wismut war, dem damaligen Landkreis Aue. Am 26. November 1991 erfolgte die Umbenennung in Erzgebirgsstadion. 2004 erfolgten weitere Verbesserungsarbeiten. Die Laufbahn erhielt einen neuen Belag in der Vereinsfarbe Lila. Des Weiteren wurde eine Rasenheizung unter dem Spielfeld verlegt. Weiterhin wurde eine  aus dem Parkstadion des FC Schalke 04 übernommene Videowand installiert. Die Gegengerade des Stadions wurde während der Sommerpause 2010 umgebaut und überdacht.
Im Rahmen der Partnerschaft zwischen dem FC Erzgebirge Aue und den im Erzgebirgskreis ansässigen Sparkassen Aue-Schwarzenberg, Erzgebirge und Mittleres Erzgebirge wurde die Anlage am 16. März 2011 offiziell in Sparkassen-Erzgebirgsstadion umbenannt. Der Verein erhielt dafür bis 2020 jährlich eine halbe Million Euro. Der Sponsorenvertrag mit der Erzgebirgssparkasse wurde in der Saison 2016/17 bis 2023 verlängert. In diesen Vertrag sind die Rechte am Stadionnamen nicht enthalten, sodass das Stadion seit der Saison 2017/18 wieder den Namen Erzgebirgsstadion trägt.
Seit der Saison 2025/26 trägt das Stadion den Namen eins Erzgebirgsstadion. Grundlage ist eine erweiterte Sponsoringvereinbarung mit dem regionalen Infrastrukturdienstleister eins energie in Sachsen, der bereits zuvor als Sponsor des Vereins aktiv war. Die Bezeichnung Erzgebirgsstadion bleibt dabei Bestandteil des Namens. Über die Dauer der Vereinbarung sowie die finanzielle Höhe des Engagements wurden keine Angaben gemacht.

## Umbau
Das Stadion wurde bis Ende 2017 in ein reines Fußballstadion umgebaut. Am 17. Juni 2015 gab der Kreistag des Erzgebirgskreises seine Zusage zur Renovierung der Anlage. Es stimmten siebzig Abgeordnete mit Ja und zehn mit Nein ab. Es gab ebenso zehn Enthaltungen. Die Kosten sind auf 19,86 Millionen Euro kalkuliert. Der FC Erzgebirge Aue zahlte in der 3. Liga pro Jahr eine Pacht von 250.000 Euro. In der 2. Fußball-Bundesliga erhöhte sich die Summe auf 350.000 Euro. Das Sparkassen-Erzgebirgsstadion soll nach Abschluss der Baumaßnahmen Platz für 16.485 Zuschauer bieten. Dafür nahm der Eigentümer, der Erzgebirgskreis, einen Kredit von 15 Millionen Euro auf.
Am 11. Dezember 2015 begannen offiziell die Umbauarbeiten mit dem Abriss der Westkurve. Bis Ende November 2015 wurden die Westtribüne abgerissen, im Frühjahr 2016 die Rohbauarbeiten gestartet und mit der Errichtung der Stehplatzblöcke begonnen. Als zweiter Schritt folgte die Errichtung der Nordtribüne mit dem integrierten Hauptgebäude. Ab Frühjahr 2017 wurde die alte Südtribüne abgerissen und in den Monaten darauf mit dem Gästeblock im Osten der Neubau errichtet. Abschließend erfolgt die Neugestaltung der Außenanlagen. Der gesamte Zuschauerbereich ist überdacht. In der kompletten Umbauzeit sollten stets mindestens 10.000 Zuschauerplätze zur Verfügung stehen.
Am 26. Januar 2018 wurde das neugebaute Stadion, nach Abschluss der dritten Bauabschnitts, an den FC Erzgebirge Aue übergeben. Es standen vom Bauprojekt nur noch kleine, wetterunabhängige Arbeiten auf dem Plan. Der Erzgebirgskreis als Eigentümer hat 19,8 Mio. Euro in die neue Fußballarena investiert. Der Bau wurde fristgerecht ohne Kostensteigerung absolviert. Die erste Partie mit Nutzung aller Tribünen fand am 28. Januar 2018 zwischen dem FCE und Eintracht Braunschweig statt. Die 1:3-Niederlage der Hausherren sahen 9.850 Zuschauer.
Am 29. Juli 2018 fand die offizielle Einweihung mit einem Tag der offenen Tür und dem Eröffnungsspiel gegen den FC Schalke 04 statt. Zum Stadionfest kamen 15.250 Zuschauer und die neuen Hausherren bezwangen die Königsblauen mit 1:0 (0:0). Erstes Pflichtspiel im Stadion war am 12. August 2018 eine Partie des 2. Spieltags der 2. Fußball-Bundesliga 2018/19 zwischen der Heimmannschaft und dem Aufsteiger 1. FC Magdeburg (0:0) vor 13.300 Besuchern.
Am 1. März 2024 enthüllten der FCE-Präsident Roland Frötschner, der Oberbürgermeister Heinrich Kohl (CDU) und der Landrat Rico Anton (CDU) das neue Straßenschild am Stadionvorplatz mit dem Namen Gerd-Schädlich-Platz, zu Ehren des 2022 verstorbenen Trainers Gerd Schädlich. Die neue Adresse des Stadions und der Geschäftsstelle lautet Gerd-Schädlich-Platz 1.

## Galerie

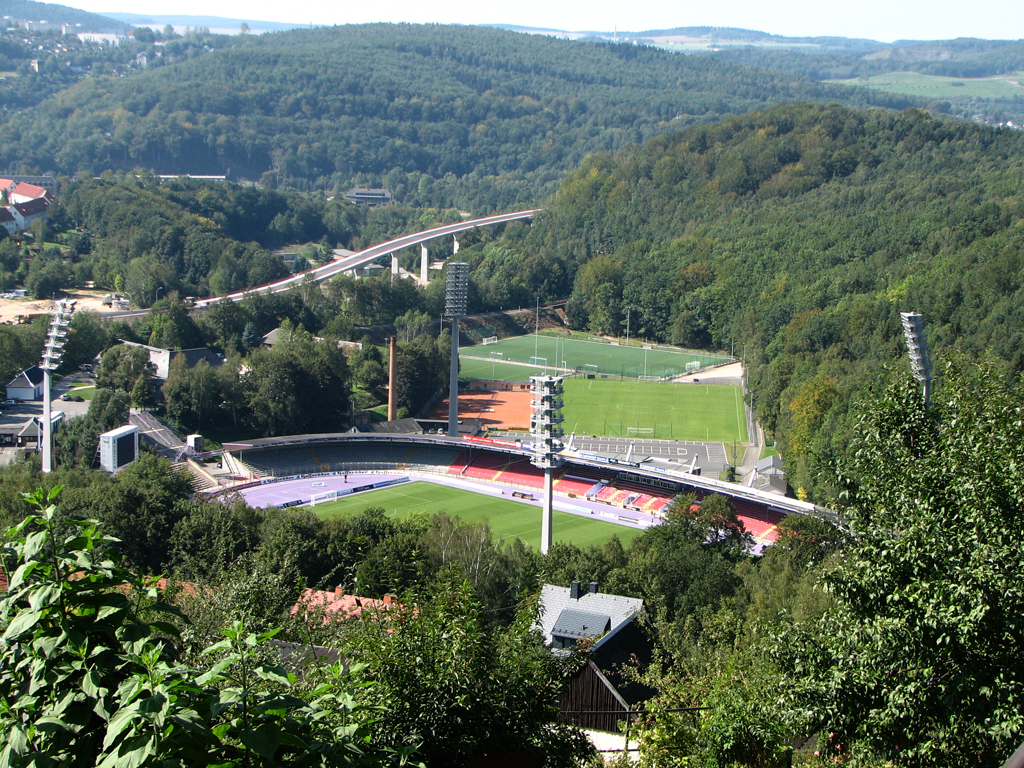
Das Erzgebirgsstadion samt Trainingsanlagen im Jahr 2006
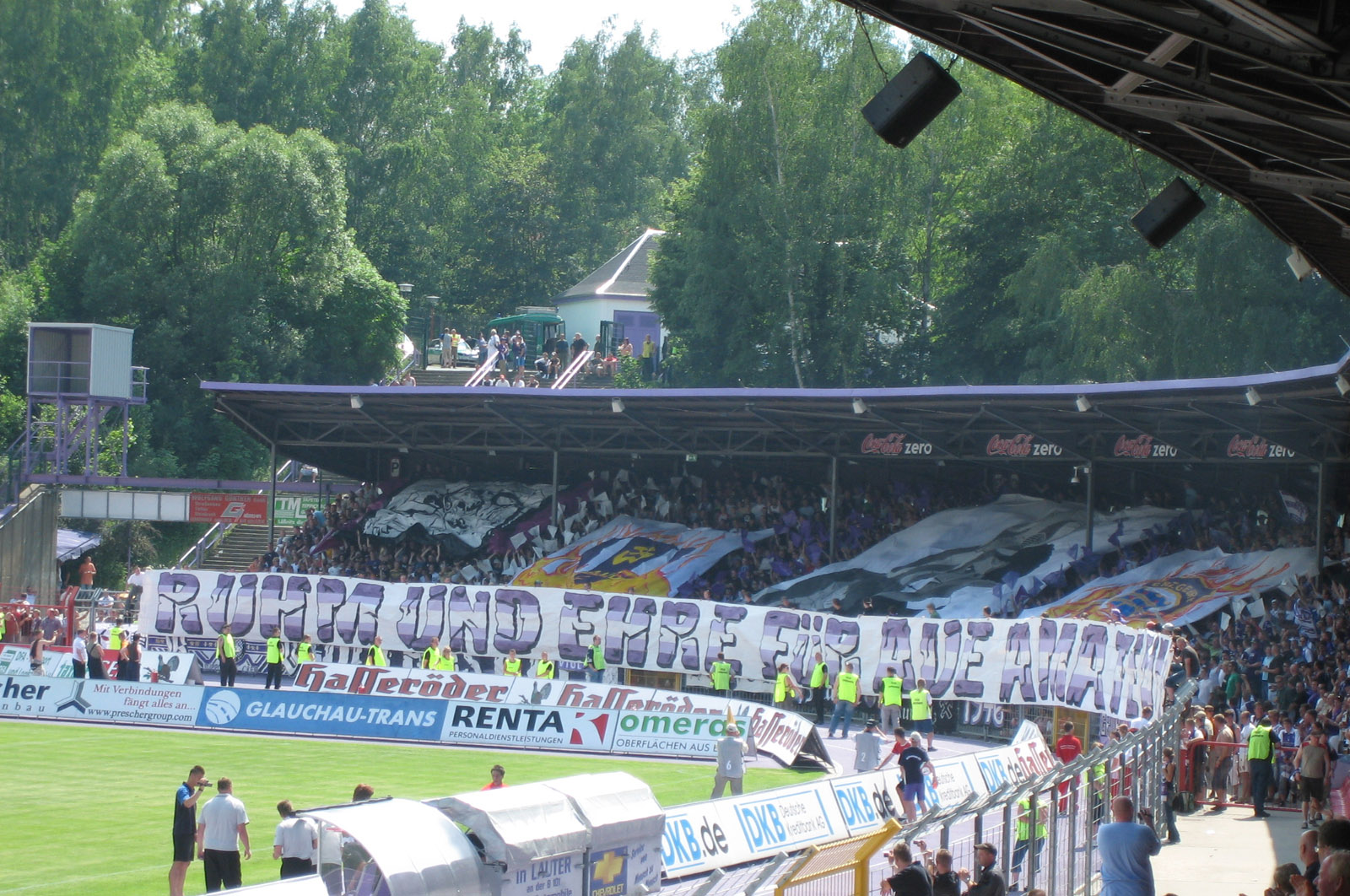
Choreographie der Aue-Fans
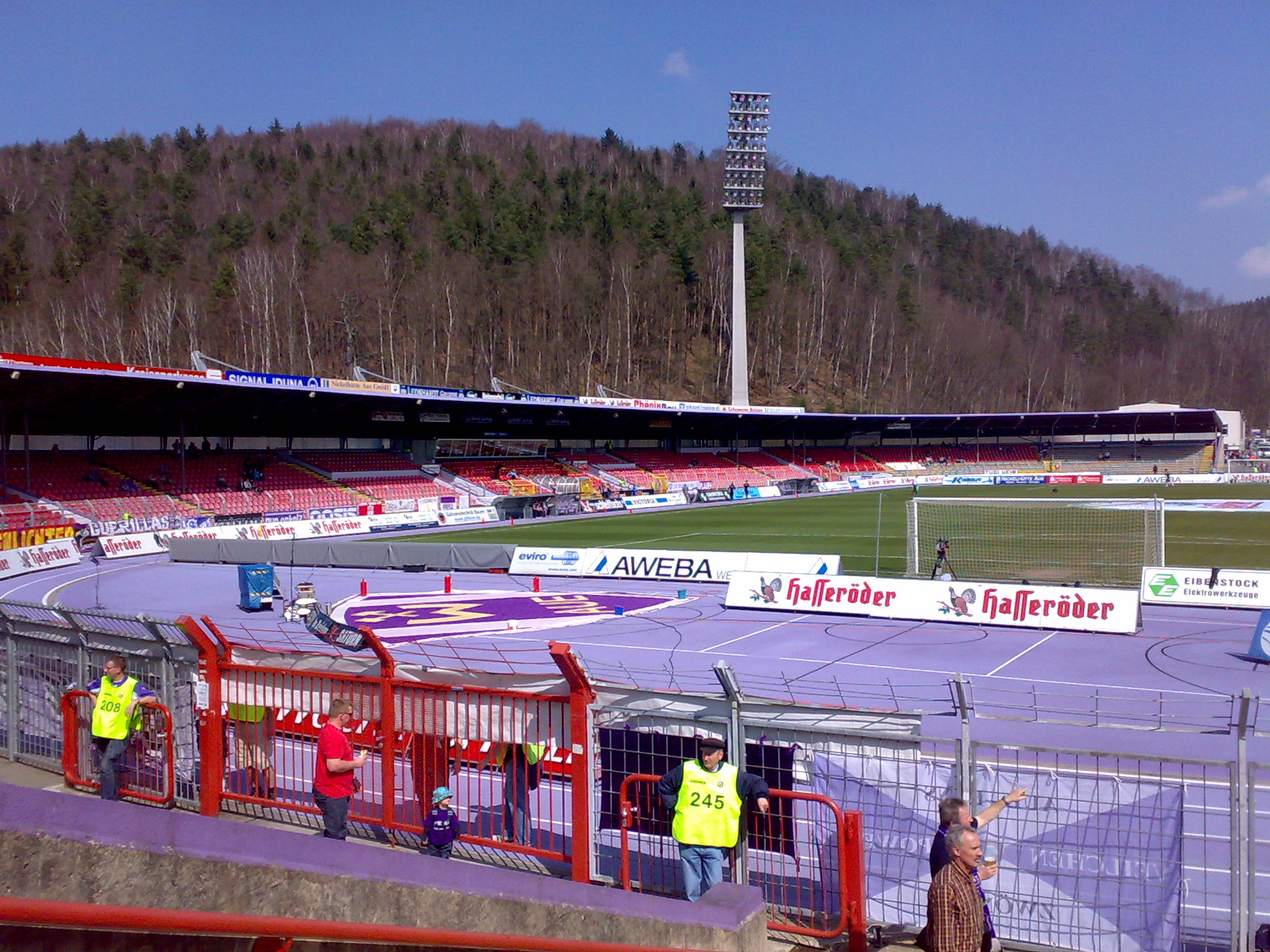
Blick auf die 2004 verlegte, lilafarbene Leichtathletikanlage
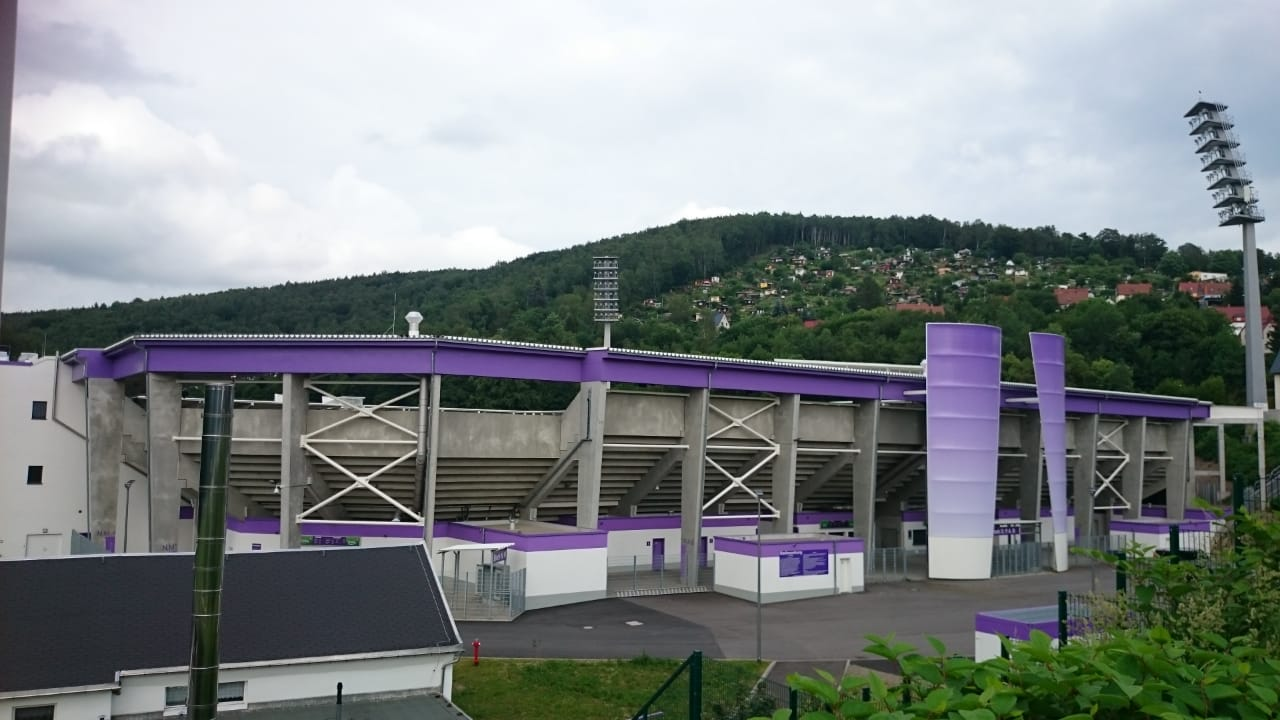
Blick auf die Westseite des Erzgebirgsstadions nach dem Umbau